# Peuton
Peuton – miejscowość i gmina we Francji, w regionie Kraj Loary, w departamencie Mayenne.
Według danych na rok 2010 gminę zamieszkiwały 223 osoby, a gęstość zaludnienia wynosiła 20 osób/km².